# ورزشگاه روسوندا
ورزشگاه روسوندا (سوئدی: Råsunda Stadium) یک ورزشگاه فوتبال در سولنا، سوئد بوده.
این ورزشگاه که در سال ۱۹۳۷ تأسیس و در سال ۲۰۱۳ تخریب شده‌است، ورزشگاه روسوندا دارای ۳۶٬۶۰۸ نفر ظرفیت بوده و یکی از ورزشگاه‌های جام جهانی فوتبال ۱۹۵۸ بوده‌است.
ورزشگاه روسوندا از سال ۱۹۳۷ تا ۲۰۱۲ ورزشگاه خانگی تیم ملی فوتبال سوئد بوده.